# I Was Doing All Right
I Was Doing All Right is een lied van George Gershwin op teksten van Ira Gershwin. Het nummer is geschreven voor de filmmusical The Goldwyn Follies uit 1938, die ongeveer een half jaar na het overlijden van George uit werd gebracht.

## Bijzonderheid
In de film wordt het lied gezongen door Elly Logan. Ze is echter niet te zien want haar stem komt uit een radio.
In zijn boek Lyrics On Several Occasions beschrijft en behandelt Ira het lied niet.

## Vorm en tempo
De vorm is een klassieke liedvorm A-B-A. Het nummer, dat in de verte een beetje doet denken aan de bitterzoete liefdesliedjes van Rodgers en Hart, heeft een ritmisch stuwend A- gedeelte en een wat rustiger laag gezongen B-gedeelte dat als een soort van intro dienst doet voor het laatste A-gedeelte. Het tempo is moderato in een doorgesneden maat en het staat in de toonsoort G majeur.
De eerste acht maten (A-gedeelte) van het lied:

## Vertolkers
Het lied wordt ook in de 21e eeuw, soms als lied soms als instrumentaal nummer, regelmatig ten gehore gebracht:
- Ella Logan
- Jimmy Dorsey
- Ella Fitzgerald
- Artie Shaw & his Orchestra
- Buddy DeFranco
- Carmen McRae
- Louis Armstrong met Oscar Peterson
- Susannah McCorkle
- Diana Krall